# Klepání motoru
Klepání motoru (též klepání ventilů) je úsloví o nežádoucích jevech při chybném chodu především benzínových zážehových motorů. Pro detekci takového jevu v motoru slouží čidlo klepání (resp. senzor klepání).

## Více různých jevů
Jde o pojem, který ale lze chápat různě, popisovat jím hned několik jevů, příčin a následků:
1) Hoření paliva nadzvukovou detonací (namísto zamýšlené deflagrace) v souvislosti s oktanovým číslem paliva a kompresním poměrem motoru, čímž vznikají slyšitelné projevy v chodu motoru, nemluvě o extrémních teplotách ve válcích a poškození motoru.
2) Nerovnoměrným zahořením paliva, kdy k hoření dochází postupnou vlnou (zde správně podzvukovou) takovým způsobem, že je část (neprokysličené nebo ještě nehomogenizované) palivové směsi v objemu válce pominuta, a ta se pak vznítí až později napodruhé, postzápalem, když už je otevřený výfukový ventil: Jde o tzv. klepání ventilů.
3) Nevhodným načasováním zahoření paliva dané chybným nastavením předstihu vzniká předzápal, a tedy tlakové působení proti pístu, klikové hřídeli a ložiskům ještě před dosažením horní úvrati pro expanzi, působí tedy ještě protisměrně proti motoru.
4) U vzduchem chlazených motorů se může objevit i klepání pístů vůči bokům válců, z důvodu nutných větších vůlí v motoru, kvůli větším teplotním výkyvům v těle motoru, než u vodou chlazeného.